# Maserati F1
Maserati var den italienska biltillverkaren Maseratis formelbiltillverkare och formel 1-stall under 1950-talet och början av 1960-talet.
Maserati grundades av Alfieri, Bindo och Ettore Maserati 1921.

## F1-säsonger
| Säsong | Tävlingsnamn              | Bil                          | Motor                            | Däck | Poäng | VM-plac. | Förare 1                          | Förare 2                                                | Övriga förare |
| ------ | ------------------------- | ---------------------------- | -------------------------------- | ---- | ----- | -------- | --------------------------------- | ------------------------------------------------------- | --- |
| 1950   | Officine Alfieri Maserati | Maserati 4CLT-48             | Maserati 1.5 L4C                 | -    | 7     | 4:a      | Franco Rol                        | Louis Chiron                                            | |
| 1952   | Officine Alfieri Maserati | Maserati A6GCM               | Maserati 2.0 L6                  | P    | 6     | 4:a      | Felice Bonetto                    | Franco Rol                                              | |
| 1953   | Officine Alfieri Maserati | Maserati A6GCM-53            | Maserati 2.0 L6                  | P    | 26    | 2:a      | Juan Manuel Fangio                | José Froilán González                                   | Felice Bonetto Johnny Claes Oscar Gálvez Sergio Mantovani Luigi Musso                                                                                 |
| 1954   | Officine Alfieri Maserati | Maserati A6GCM Maserati 250F | Maserati 2.5 L6                  | P    | 29    | 3:a      | Juan Manuel Fangio Alberto Ascari | Onofre Marimón Roberto Mières                           | Prince Bira Paco Godia Sergio Mantovani Stirling Moss Luigi Musso Louis Rosier Harry Schell Luigi Villoresi                                           |
| 1955   | Officine Alfieri Maserati | Maserati 250F                | Maserati 2.5 L6                  | P    | 15    | 3:a      | Jean Behra                        | Roberto Mières                                          | Clemar Bucci Peter Collins Horace Gould Sergio Mantovani Carlos Menditéguy Luigi Musso Cesare Perdisa Harry Schell                                    |
| 1956   | Officine Alfieri Maserati | Maserati 250F                | Maserati 2.5 L6                  | P    | 32    | 2:a      | Stirling Moss                     | Jean Behra Joakim Bonnier Luigi Villoresi               | Gerino Gerini Paco Godia José Froilan González Mike Hawthorn Chico Landi Umberto Maglioli Carlos Menditéguy Cesare Perdisa Luigi Piotti Piero Taruffi |
| 1957   | Officine Alfieri Maserati | Maserati 250F                | Maserati 2.5 L6 Maserati 2.5 V12 | P    | 38    | 1:a      | Juan Manuel Fangio                | Jean Behra Stirling Moss Giorgio Scarlatti Harry Schell | Hans Herrmann Carlos Menditéguy Giorgio Scarlatti |
| 1958   | [ 9 ]                     | Maserati 250F                | Maserati 2.5 L6                  | -    | 6     | 6:a      |                                   |                                                         | |

| 1. Italien 1953 2. Argentina 1954 3. Belgien 1954 4. Monaco 1956 5. Italien 1956 6. Argentina 1957 7. Monaco 1957 8. Frankrike 1957 9. Tyskland 1957 |

| 1. Belgien 1953 2. Schweiz 1953 3. Belgien 1954 4. Storbritannien 1956 5. Argentina 1957 6. Monaco 1957 7. Frankrike 1957 8. Tyskland 1957 9. Italien 1957 10. Argentina 1958 |

| 1. Italien 1952 2. Belgien 1953 3. Frankrike 1953 4. Storbritannien 1953 5. Italien 1953 6. Belgien 1954 7. Storbritannien 1954 8. Storbritannien 1954 9. Storbritannien 1954 10. Nederländerna 1955 11. Belgien 1956 12. Storbritannien 1956 13. Italien 1956 14. Argentina 1957 15. Monaco 1957 16. Tyskland 1957 17. Argentina 1958 |

## Andra stall
Maseratis bilar har även använts av ett stort antal andra formel 1-stall.
| Stall                      | Säsong | Antal lopp |
| -------------------------- | ------ | ---------- |
| Alberto Uria               | 1955   | 1          |
| Alberto Uria               | 1956   | 1          |
| André Simon                | 1956   | 1          |
| Antonio Branca             | 1950   | 1          |
| Antonio Branca             | 1951   | 1          |
| Antonio Creus              | 1960   | 1          |
| Bira                       | 1951   | 1          |
| Bira                       | 1954   | 5          |
| Brabham                    | 1956   | 1          |
| BRM                        | 1954   | 5          |
| BRM                        | 1955   | 1          |
| BRM                        | 1956   | 1          |
| Bruce Halford              | 1956   | 3          |
| Bruce Halford              | 1957   | 3          |
| Ecurie Rosier              | 1954   | 1          |
| Ecurie Rosier              | 1955   | 3          |
| Ecurie Rosier              | 1956   | 5          |
| Emmanuel de Graffenried    | 1953   | 6          |
| Emmanuel de Graffenried    | 1954   | 2          |
| Enrico Platé               | 1950   | 4          |
| Enrico Platé               | 1951   | 3          |
| Enrico Platé               | 1952   | 4          |
| Enrico Platé               | 1953   | 1          |
| Escuderia Bandeirantes     | 1952   | 5          |
| Escuderia Bandeirantes     | 1953   | 1          |
| Ettore Chimeri             | 1960   | 1          |
| Francisco Godia-Sales      | 1957   | 3          |
| Francisco Godia-Sales      | 1958   | 4          |
| Gilby Engineering          | 1954   | 2          |
| Gilby Engineering          | 1955   | 1          |
| Gilby Engineering          | 1956   | 3          |
| Gilby Engineering          | 1957   | 1          |
| Gino Munaron               | 1960   | 1          |
| Giorgio Scarlatti          | 1958   | 3          |
| Giorgio Scarlatti          | 1960   | 1          |
| Giovanni de Riu            | 1954   | 1          |
| Gould's Garage             | 1955   | 2          |
| Gould's Garage             | 1956   | 4          |
| Gould's Garage             | 1957   | 6          |
| Gould's Garage             | 1958   | 2          |
| Gould's Garage             | 1960   | 1          |
| Harry Schell               | 1954   | 5          |
| Indianapolis Race Cars Inc | 1950   | 1          |
| Jo Bonnier                 | 1957   | 1          |
| Jo Bonnier                 | 1958   | 9          |
| Joe Fry                    | 1950   | 1          |
| Joe Lubin                  | 1960   | 1          |
| John James                 | 1951   | 1          |
| Jorge Daponte              | 1954   | 2          |
| Juan Manuel Fangio         | 1958   | 1          |
| Ken Kavanagh               | 1958   | 3          |
| Luigi Piotti               | 1956   | 4          |
| Luigi Piotti               | 1957   | 4          |
| Maria-Teresa de Filippis   | 1958   | 3          |
| Maserati Race Cars         | 1951   | 1          |
| Milano                     | 1950   | 3          |
| Milano                     | 1951   | 2          |
| Milano                     | 1953   | 1          |
| Monte Carlo Auto Sport     | 1958   | 1          |
| Monte Carlo Auto Sport     | 1959   | 1          |
| Moss                       | 1954   | 3          |
| Moss                       | 1955   | 5          |
| Nasif Estéfano             | 1960   | 1          |
| Onofre Marimón             | 1954   | 1          |
| Ottorino Volonterio        | 1956   | 1          |
| Ottorino Volonterio        | 1957   | 1          |
| Ottorino Volonterio        | 1959   | 1          |
| Paul Pietsch               | 1950   | 1          |
| Phil Cade                  | 1959   | 1          |
| Philip Fotheringham-Parker | 1951   | 1          |
| R A Cott                   | 1950   | 1          |
| Roberto Mières             | 1954   | 5          |
| Scuderia Achille Varzi     | 1950   | 5          |
| Scuderia Ambrosiana        | 1950   | 3          |
| Scuderia Ambrosiana        | 1951   | 2          |
| Scuderia Guastalla         | 1956   | 2          |
| Scuderia Ugolini           | 1959   | 3          |
| Scuderia Centro Sud        | 1956   | 4          |
| Scuderia Centro Sud        | 1957   | 5          |
| Scuderia Centro Sud        | 1958   | 9          |
| Scuderia Centro Sud        | 1959   | 2          |
| Scuderia Sud Americana     | 1958   | 2          |
| Temple Buell               | 1958   | 3          |